# Ezer
Ezer (hebr.: עזר) – wieś położona w samorządzie regionu Be’er Towijja, w Dystrykcie Południowy, w Izraelu.
Leży na nadmorskiej równinie w północno-zachodniej części pustyni Negew, w otoczeniu moszawów Bet Ezra, Emunim i Giwati. Na południe od wioski znajduje się baza wojskowa Sił Obronnych Izraela.

## Historia
Osiedle zostało założone w 1966 jako centrum administracyjne dla okolicznych moszawów. W 1990 otrzymało status wioski.

## Kultura i sport
W wiosce znajduje się ośrodek kultury i sportu, przy którym jest boisko do piłki nożnej oraz korty tenisowe.

## Gospodarka
Gospodarka wioski opiera się na intensywnym rolnictwie i uprawach w szklarniach.

## Komunikacja
Lokalna droga wychodząca z wioski w kierunku północno-zachodnim doprowadza do drogi nr 3713, którą można dojechać do położonego na zachodzie moszawu Bet Ezra lub na wschód do drogi nr 3711  i drogi ekspresowej nr 4  (Erez-Kefar Rosz ha-Nikra). Natomiast lokalna droga wychodząca z wioski w kierunku północnym prowadzi do moszawu Emunim.